# 巴佐勒
巴佐勒（法語：Bazolles，法語發音：[bazɔl]）是法国涅夫勒省的一个市镇，属于希农堡（城）区。

## 地理
巴佐勒（47°8'33"N, 3°37'1"E）面积28.57 平方千米，位于法国勃艮第-弗朗什-孔泰大區涅夫勒省，该省份为法国中部省份，北至约讷省，西北接卢瓦雷省，西接谢尔省，南至阿列省，东南接索恩-卢瓦尔省，东临科多尔省。
与巴佐勒接壤的市镇（或旧市镇、城区）包括：维特里拉谢、阿尚、拉科朗塞勒、克吕拉维尔、蒙和马雷、圣莫里斯。

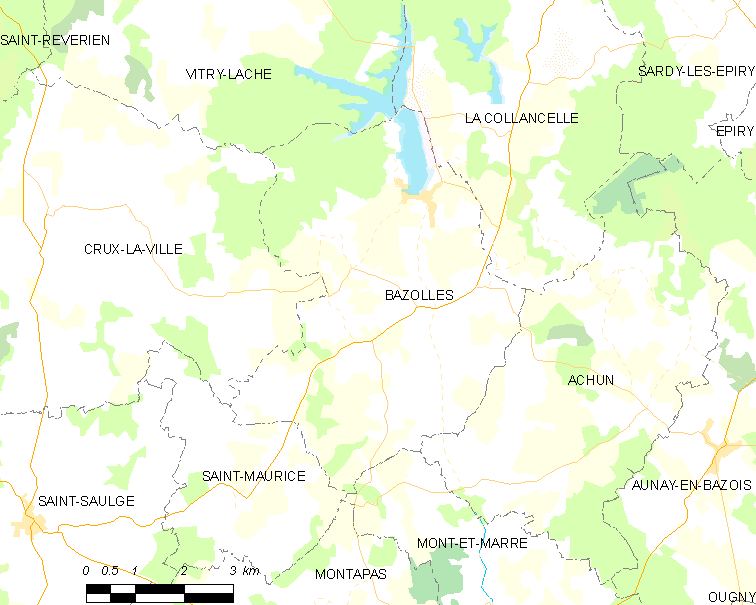
巴佐勒的OSM定位图

巴佐勒的时区为UTC+01:00、UTC+02:00（夏令时）。

## 行政
巴佐勒的邮政编码为58110，INSEE市镇编码为58024。

## 政治
巴佐勒所属的省级选区为盖里尼县。

## 人口

1962-2008年间巴佐勒人口变化图示

巴佐勒于2022年1月1日时的人口数量为284人。